# Dinamismo de un automóvil (Russolo)
Dinamismo de un automóvil (en italiano: Dinamismo di un' automobile) es una pintura futurista de 1913 del artista italiano Luigi Russolo. Actualmente se encuentra en el Museo Nacional de Arte Moderno (Centro Pompidou) de París.
La fragmentación de la pintura y el montaje de un automóvil aerodinámico en triángulos sugieren influencias cubistas. Las flechas rojas apiladas horizontalmente indican la dirección del movimiento del automóvil. La compresión de las flechas de la izquierda también sugiere que el automóvil se está moviendo a una velocidad extremadamente alta. Debido a su enfoque en la velocidad y la maquinaria, el dinamismo de un automóvil ejemplifica el estilo futurista expuesto en el Manifiesto del Futurismo de Filippo Tommaso Marinetti.